# Can Gofau
Can Gofau és una obra de Canet de Mar (Maresme) protegida com a Bé Cultural d'Interès Local.

## Descripció
Aquest mas ha estat objecte de reformes successives que fan difícil reconèixer les seves condicions originals, que haurien de correspondre a les d'una edificació del segle XVII- XVIII. En una llinda hi ha la inscripció: XVIII. A la part davantera es va reconstruir la façana sobre la base d'un llenguatge de finals del segle xix i principis del XX. Amb motiu d'aquesta reforma únicament es va conservar la part posterior, amb les finestres conformades amb brancals, ampits i llindes de pedra granítica. Malgrat tot, com a mostra del grup de masos dels que va derivar la formació de la vil·la i per l'aportació a la lectura de l'evolució tipològica de les edificacions es considera edifici d'interès.